# Actaea podocarpa
Actaea podocarpa är en ranunkelväxtart som beskrevs av Dc.. Actaea podocarpa ingår i släktet trolldruvor, och familjen ranunkelväxter. Inga underarter finns listade i Catalogue of Life.